# منطقه حفاظت‌شده دولتی بادخیز
منطقه حفاظت‌شده دولتی بادخیز (انگلیسی: Badhyz State Nature Reserve) منطقه‌ای حفاظت‌شده در ترکمنستان است که در سال ۱۹۴۱ تأسیس شده‌است. مساحت آن ۸۷۷ کیلومتر مربع است (۳۳۹ مایل مربع) است و در جنوب استان مرو، در نزدیکی مرز ایران، قرار دارد.
محل آن بین رودخانه‌های قشقه و تجن است.
سطح این منطقه متشکل است از تپه‌ماهورهای تک‌افتاده یا کنار هم که بین ۲۰ تا ۲۰۰ متر ارتفاع دارند.
متوسط بارش سالانه این منطقه حفاظت‌شده حدود ۲۸۰ میلی‌متر است (حداکثر ۴۲۰ میلی‌متر و حداقل ۱۳۰ میلی‌متر). بهار کوتاه آن با تابستانی و گرم طولانی دنبال می‌شود در کل ۴–۵ ماه هوای بسیار گرم و بادهای خنک‌کننده کم دارد.